# 正木晃
正木 晃（まさき あきら、1953年 - ）は、日本の宗教学者。

## 来歴・人物
神奈川県小田原市生まれ。筑波大学大学院博士課程単位取得満期退学。国際日本文化研究センター客員助教授、中京女子大学助教授、純真短期大学教授をへて、慶應義塾大学文学部・立正大学仏教学部非常勤講師。
日本密教・チベット密教を研究し、宗教図像学（マンダラ研究）を主な研究課題とする。また、日本に於ける原始神道を宗像大社・沖ノ島や大神神社・三輪山からひも解く研究など。宮崎駿のアニメの密教的読解の本も多い。

## 著書

### 単著
- 『密教の可能性 チベット・オウム・神秘体験・超能力・霊と業』大法輪閣 1997
- 『はじめての宗教学 『風の谷のナウシカ』を読み解く』春秋社 2001、増補新版2011
- 『お化けと森の宗教学 となりのトトロといっしょに学ぼう』春秋社 2002
- 『性と呪殺の密教 怪僧ドルジェタクの闇と光』講談社選書メチエ 2002。ちくま学芸文庫（増補版） 2016
- 『魔法と猫と魔女の秘密 魔女の宅急便にのせて』春秋社 2003
- 『密教』講談社選書メチエ 2004。ちくま学芸文庫（増補版） 2012
- 『立派な死』文藝春秋 2005
- 『からだでつかむ仏教』佼成出版社 2005
- 『子どもとお母さんのマンダラぬりえ』春秋社 2006
- 『仏教にできること 躍動する宗教へ』大法輪閣 2007
- 『楽しくわかるマンダラ世界』春秋社 2007
- 『マンダラとは何か』日本放送出版協会〈NHKブックス〉 2007
- 『密教的生活のすすめ』幻冬舎新書 2007
- 『裸形のチベット―チベットの宗教・政治・外交の歴史』サンガ新書、2008
- 『宗像大社・古代祭祀の原風景』日本放送出版協会〈NHKブックス〉、2008
- 『空海をめぐる人物日本密教史』春秋社、2008
- 『「千と千尋」のスピリチュアルな世界』春秋社 2009
- 『現代の修験道』中央公論新社　2011
- 『読んで深まる、書いて堪能する「般若理趣経」』PHP研究所　2011
- 『空海と密教美術』角川学芸出版・角川選書 2012
- 『お坊さんのための「仏教入門」』春秋社 2013
- 『いま知っておきたい霊魂のこと』日本放送出版協会 2013
- 『「法華経」って、そういうことだったんだ。新現代語訳』三一書房 2013
- 『お坊さんなら知っておきたい「説法入門」』春秋社 2013
- 『あなたの知らない「仏教」入門』春秋社 2014
- 『再興！日本仏教』春秋社 2016
- 『日本のリーダーはなぜ禅にはまるのか』エイ出版社 2017。選書版
- 『宗教はなぜ人を殺すのか　平和・救済・慈悲・戦争の原理』さくら舎 2018
- 『マンダラと生きる』 (NHK シリーズこころの時代 宗教・人生) NHK出版 2018／角川ソフィア文庫（増補版）2021
- 『しししのはなし 宗教学者がこたえる死にまつわる〈44+1〉の質問』クリハラタカシ 絵. CCCメディアハウス, 2018
- 『もう一度学びたい宗教』(大人のカルチャー叢書) 枻出版社 2018
- 『密教の聖なる呪文　諸尊・真言・印・種字ー』ビイング・ネット・プレス 2019
- 『「空」論　空から読み解く仏教』春秋社 2019
- 『詳説 日本仏教13宗派がわかる本』講談社 2020
- 『世界で一番美しいマンダラ図鑑』エクスナレッジ、2020年9月。ISBN 978-4-7678-2794-0。
- 『マンダラを生きる』KADOKAWA〈角川ソフィア文庫〉、2021年6月。ISBN 978-4-04-400465-1。
- 『「ほとけ」論　仏の変容から読み解く仏教』春秋社 2021

### 共編著
- 『ここまで進んでいる宇宙の危機』龍沢邦彦共著 学習研究社 1992
- 『チベット密教の神秘 謎の寺「コンカルドルジェデン」が語る 快楽の空・智慧の海』立川武蔵共著 学習研究社 1997
- 『智恵の言葉  『サキャ・レクシェー』の教え』ツルティム・ケサン共著 角川書店 1997
- 『チベットの「死の修行」』ツルティム・ケサン共著 角川選書 2000
- 『チベット密教』ツルティム・ケサン共著 ちくま新書 2000。ちくま学芸文庫（増補版） 2008
- 『不登校・引きこもりをなくすために いま私たちにできること』森下一、池田雅之共著 春秋社 2003
- 『図説マンダラ瞑想法 チベット密教』ツルティム・ケサン共著 ビイング・ネット・プレス 2003
- 『はじめての修験道』田中利典共著 春秋社 2004
- 『「なぞり書き」心に響く禅のことば108』PHP研究所 2007
- 『名僧のことば』大角修共著 枻出版社 2019

### 翻訳
- フランセス・イエイツ『星の処女神エリザベス女王 十六世紀における帝国の主題』西沢竜生共訳 東海大学出版会 1982
- フランシス・イエイツ『星の処女神とガリアのヘラクレス 十六世紀における帝国の主題』西沢竜生共訳 東海大学出版会 1983
- 釈宗演『西遊日記』大法輪閣 2001
- マドンナ・ゴーディング『世界のマンダラ塗り絵100』春秋社 2006
- 『現代日本語訳　法華経』春秋社 2015
- スザンヌ・F・フィンチャー『フィンチャーのマンダラ塗り絵プレミアム』春秋社 2016
- 『現代日本語訳　日蓮の立正安国論』春秋社 2017
- 『現代日本語訳　空海の秘蔵宝鑰』春秋社 2017
- 『理趣経 現代語訳』角川ソフィア文庫 2019
- 『現代日本語訳　浄土三部経』春秋社 2022
- 『現代日本語訳　日蓮の観心本尊抄』春秋社 2023